# Campeonato Sul-Americano de Rugby Seven Masculino de 2008
O Campeonato Sul-Americano de Rugby Seven Masculino de 2008 foi a IV edição deste torneio. O torneio foi realizado em Punta del Este, no Uruguai e foi vencido pela Seleção Argentina. O torneio foi valido como eliminatórias para a Copa do Mundo de Sevens Masculino em Dubai. 

## Seleções participantes
- Argentina
- Brasil
- Chile
- Colômbia
- Paraguai
- Peru
- Uruguai
- Venezuela

## Jogos
| Data                  | Chave A                       | Chave A                       | Chave A                       |
| --------------------- | ----------------------------- | ----------------------------- | ----------------------------- |
| 18 de Janeiro de 2008 | Argentina                     | 47-0                          | Brasil                        |
| 18 de Janeiro de 2008 | Uruguai                       | 36-5                          | Venezuela                     |
| 18 de Janeiro de 2008 | Argentina                     | 68-0                          | Venezuela                     |
| 18 de Janeiro de 2008 | Uruguai                       | 21-12                         | Brasil                        |
| 18 de Janeiro de 2008 | Brasil                        | 37-0                          | Venezuela                     |
| 18 de Janeiro de 2008 | Argentina                     | 17-0                          | Uruguai                       |
| Data                  | Chave B                       | Chave B                       | Chave B                       |
| 18 de Janeiro de 2008 | Chile                         | 38-12                         | Peru                          |
| 18 de Janeiro de 2008 | Colômbia                      | 17-15                         | Paraguai                      |
| 18 de Janeiro de 2008 | Chile                         | 57-0                          | Colômbia                      |
| 18 de Janeiro de 2008 | Peru                          | 12-7                          | Paraguai                      |
| 18 de Janeiro de 2008 | Colômbia                      | 19-17                         | Peru                          |
| 18 de Janeiro de 2008 | Chile                         | 36-12                         | Paraguai                      |
| Data                  | Semi-final                    | Semi-final                    | Semi-final                    |
| 19 de Janeiro de 2008 | Uruguai                       | 27-14                         | Colômbia                      |
| 19 de Janeiro de 2008 | Chile                         | 21-12                         | Brasil                        |
| Data                  | Final 7º e 8º                 | Final 7º e 8º                 | Final 7º e 8º                 |
| 19 de Janeiro de 2008 | Paraguai                      | 24-12                         | Venezuela                     |
| Data                  | Final 4º e 5º                 | Final 4º e 5º                 | Final 4º e 5º                 |
| 19 de Janeiro de 2008 | Brasil                        | 12-5                          | Colômbia                      |
| Data                  | Classificação para Dubai 2009 | Classificação para Dubai 2009 | Classificação para Dubai 2009 |
| 19 de Janeiro de 2008 | Uruguai                       | 31-9                          | Chile                         |
| Data                  | Campeão ConSuR                | Campeão ConSuR                | Campeão ConSuR                |
| 19 de Janeiro de 2008 | Argentina                     | 19-0                          | Uruguai                       |

## Campeão
| Campeonato Sul-Americano de Rugby Seven Masculino de 2008 |
| --------------------------------------------------------- |
| ARGENTINA Campeã (4º título)                              |

Qualificadas para a Dubai 2009:

 Argentina

 Uruguai